# Grand-duc à aigrettes
Ketupa poensis
Espèce
Synonymes
- Bubo fasciolatus Hartlaub 1855
- Bubo poensis

Statut de conservation UICN

 LC  : Préoccupation mineure
Statut CITES
Le Grand-duc à aigrettes (Ketupa poensis, anciennement Bubo poensis) est une espèce d'oiseaux de la famille des Strigidae.

## Répartition
Cette espèce vit en Afrique équatoriale.

## Sous-espèces
D'après la classification de référence (version 14.1, 2024) de l'Union internationale des ornithologues, le Grand-duc à aigrettes possède 2 sous-espèces (ordre philogénique) :
- Ketupa poensis poensis (Fraser, 1854) ;
- Ketupa poensis vosseleri (Reichenow, 1908).